# María Esperanza Reyes
María Esperanza Reyes de Arteaga (1919 - ?) fue una escritora y poetisa chilena que cultivó los géneros de la novela, cuento y poesía, galardonada con el Premio Gabriela Mistral. Su primer trabajo literario que se publicó fue Cántaro de América, un poemario editado por la Editorial Alonso de Ovalle en 1954, y que tuvo críticas mixtas, aunque tenía inéditas las novelas Las inadaptadas y Cadenas humanas, y los cuentos Estampas criollas, que publicaría posteriormente.

## Obras
- Cántaro de América (poesía, Editorial Alonso de Ovalle, 1954).
- Las inadaptadas (novela, 1955).
- Estampas criollas: (de mi tierra y de mi pueblo) (cuadros, 1957).
- Místicas y profanas: (Poemas) (poesía, Ed. Pacífico, S.A., 1961).
- En un barrio llamado Yungay (novela, Asociación Chilena de Escritores, 1966).
- Luz en la tierra: poemas franciscanos (Eds. Unicornio, 1993).
- Zapallar (Unicornio, 1996).